# Егва (приток Велвы)
Егва — река в России, протекает в Кудымкарском районе Пермского края. Устье реки находится в 28 км по правому берегу реки Велва. Длина реки составляет 41 км.

## Течение
Исток реки в лесах в 6 км к северо-востоку от деревни Карбас. Генеральное направление течения — юго-восток, всё течение кроме верховий проходит по безлесой местности. Долина Егвы по меркам региона достаточно плотно заселена, на её берегах расположено большое число сёл и деревень, крупнейшее из которых — село Егва. Прочие большие деревни на берегах реки — Молова, Гурина, Мижуева, Ермакова, Порскоково, Батина. Притоки — Шорьег (правый); Сукыльшор, Вотякшор (левые). Впадает в Велву у деревни Лячканова. Ширина реки у устья около 20 метров, скорость течения 0,3 м/с. Высота устья — 121,7 м над уровнем моря.

## Данные водного реестра
По данным государственного водного реестра России относится к Камскому бассейновому округу, водохозяйственный участок реки — Кама от города Березники до Камского гидроузла, без реки Косьва (от истока до Широковского гидроузла), Чусовая и Сылва, речной подбассейн реки — бассейны притоков Камы до впадения Белой. Речной бассейн реки — Кама.
Код объекта в государственном водном реестре — 10010100912111100008229.